# وقت الرحيل
وقت الرحيل هو فيلم من نوع دراما أُصدر في 2005. الفيلم من إنتاج Fidélité Productions ‏، ومن توزيع Teodora Film ‏، وهو من إخراج وسيناريو فرانسوا أوزون.

## القصة
تقع أحداث الفيلم في باريس. وقصة الفيلم الرئيسية حول مرض العضال والسرطان.

## طاقم التمثيل
- جين مورو
- ميلفيل بوبو
- Rebecca Convenant ‏
- فالريا بروني تيديسكي
- ألبا غايا بيلوجي
- Christian Sengewald  [لغات أخرى]‏
- Thomas Gizolme ‏
- ماري ريفيير
- دانيال دوفال

## الإنتاج
موسيقى الفيلم التصويرية كانت من تأليف فالنتين سيلفيستروف.

## وصلات خارجية
- وقت الرحيل على موقع IMDb (الإنجليزية)
- وقت الرحيل على موقع ميتاكريتيك (الإنجليزية)
- وقت الرحيل على موقع روتن توميتوز (الإنجليزية)
- وقت الرحيل على موقع نتفليكس (الإنجليزية)
- وقت الرحيل على موقع قاعدة بيانات الأفلام العربية
- وقت الرحيل على موقع ألو سيني (الفرنسية)
- وقت الرحيل على موقع Turner Classic Movies (الإنجليزية)
- وقت الرحيل على موقع أول موفي (الإنجليزية)
- وقت الرحيل على موقع بوكس أوفيس موجو (الإنجليزية)
- وقت الرحيل على موقع فيلمافينيتي (الإسبانية)